# Зинуров, Рафаил Нариманович
Рафаил Нариманович Зинуров (род. 26 июля 1953) — российский государственный и общественный деятель, правовед, писатель, скульптор. Доктор юридических наук (2003), профессор (2006). Член Совета Федерации от законодательного (представительного) органа государственной власти Республики Башкортостан (2013—2018), член Комитета Совета Федерации по международным делам. Заслуженный юрист Республики Башкортостан (2003), кавалер ордена Салавата Юлаева (2013), лауреат премии имени Шагита Худайбердина (1993).
Член Союза журналистов (1992), Союза писателей (2004) и Союза художников Республики Башкортостан (2006), Ассоциации этнологов и антропологов России.

## Биография
Зинуров Рафаил Нариманович родился 26 июля 1953 года в селе Нижние Лемезы Улу-Телякского района Башкирской АССР (ныне Иглинский район Башкортостана).
Трудовую деятельность начал матросом «Каспнефтефлота». В 1972—1974 годах проходил службу в рядах Советской Армии. В 1974—1976 годах работал преподавателем.
1981 году окончил Башкирский государственный университет имени 40-летия Октября (ныне Уфимский университет науки и технологий) по специальности «Юриспруденция».
В 1981—1985 годах работал следователем прокуратуры Стерлибашевского района, в 1985—1991 годах являлся старшим следователем, прокурором уголовно-следственного отдела прокуратуры Башкирской АССР.
В 1991—1994 годах являлся заведующим сектором, заведующим отделом Секретариата Верховного Совета, Администрации Президента Республики Башкортостан.
В 1994—2002 годах — старший помощник Прокурора Республики Башкортостан по особым поручениям.
В 2002—2004 годах являлся заместителем заведующего отделом правовой экспертизы и административных органов в Аппарате Правительства Республики Башкортостан.
В 2004—2008 годах занимал должности заместителя руководителя Аппарата Правительства Республики Башкортостан, Полномочного представителя Правительства Республики Башкортостан в Государственном Собрании — Курултае Республики Башкортостан.
2 марта 2008 года избран депутатом Государственного Собрания — Курултая Республики Башкортостан IV созыва от партии «Единая Россия». 13 марта 2008 года избран заместителем председателя Государственного Собрания — Курултая Республики Башкортостан.
2 февраля 2010 года избран председателем Башкортостанского отделения общероссийской общественной организации Ассоциация юристов России.
8 сентября 2013 года избран депутатом Государственного Собрания — Курултая Республики Башкортостан республиканский парламент V созыва. 3 октября 2013 года Государственное Собрание — Курултай Республики Башкортостан наделил Р. Н. Зинурова полномочиями сенатора в Совете Федерации Федерального Собрания Российской Федерации от законодательного (представительного) органа государственной власти Республики Башкортостан. До 2018 года — член Комитета Совета Федерации по международным делам.
20 декабря 2013 года избран председателем Региональной общественной организации «Землячество Башкортостана».
11 июля 2017 года избран заместителем председателя Ассамблеи народов России.

## Семья
Женат. Имеет сына и дочь.

## Научная и творческая деятельность
Научные работы Р. Н. Зинурова посвящены концептуальным основам и научно-практическим проблемам организации деятельности правоохранительных органов в Российской Федерации. Является автором более 85 научных трудов.
На основе этнографических и антропологических исследований Р. Н. Зинуровым были созданы скульптурные портреты руководителей и участников башкирских восстаний XVII—XVIII веков (Салават Юлаев, Карасакал, Бепеней Торопбердин, Сары Мерген, Саит-батыр, Алдар-батыр, Батырша, Кинзя Арсланов, Канзафар Усаев, Каранай Муратов) и индейских войн XVII—XIX веков; князя Александра Невского; героя Китая, знаменитого флотоводца Чжэн Чэнгуна; национального героя Казахстана Тауке-хана; одного из основателей узбекского государства Шейбани-хана; основателя таджикского государства Исмаила Сомони; борца за независимость ЮАР Нельсона Манделы; национального героя Бразилии Тирадентиса; одного из послов башкир ездивших в Москву Тятигач-Бия; первого прокурора Башкортостана Ивана Герасимова; лидера башкирского национального движения Заки Валиди (соавтор); национального героя народа саха — Манчаары; адмирала отстоявшего независимость Кореи — Ли Сун Син; портрет национальной героини Индии Лакшми Бай и др. Персональные выставки: Уфа (1998, 1999, 2001, 2002, 2004, 2011, 2015); Москва (2015, 2017); Якутск (2017).
Литературные произведения публиковались в журналах «Шонкар», «Бельские просторы» и некоторых других изданиях.
Книги:
- Правовой статус прокуратуры Башкортостана как субъекта Федерации : диссертация … кандидата юридических наук : 12.00.11. — М., 1997. — 170 с.
- Башкирские восстания и индейские войны — феномен в мировой истории. — Уфа: Гилем, 2001. — 536 с. — ISBN 5-7501-0214-9.
- Прокуратура против преступности : Страницы истории. — Уфа: Гилем, 2001. — 137 с. — ISBN 5-7501-0261-0.
- Координационная деятельность российской прокуратуры: Тенденции и закономерности. — Уфа: Гилем, 2002. — 251 с. — ISBN 5-7501-0326-9.
- Концептуальные основы и научно-практические проблемы координации деятельности правоохранительных органов по борьбе с преступностью : Тенденции и закономерности : диссертация … доктора юридических наук : 12.00.11. — Уфа, 2003. — 351 с.
- Рух. — Өфө: Ғилем, 2004. — 87 с. — ISBN 5-7501-0429-X.
- Башҡортостан юлы : эпик поэма. — Өфө: Китап, 2007. — 199 с. — ISBN 978-5-295-04106-8.
- Армения — путь тысячелетий… Том 1: Догосударственный и царский период. — М.: Юнипресс и К, 2010. — 307 с. — ISBN 978-5-904884-05-5.
- Армения — путь тысячелетий… Том 2: Книга слёз и надежд. Том 3: Сквозь мрак к независимости. — М.: Юнипресс и К, 2013. — 390 с. — ISBN 978-5-904884-05-5.

Статьи:
- Колонизация Башкортостана и Северной Америки // Ватандаш. — 1998. — № 2. — С. 179—192. — ISSN 1683-3554.
- Восстание башкир и война короля Филиппа // Ватандаш. — 2000. — № 6. — С. 135—145. — ISSN 1683-3554.
- Роль органов юстиции (1917—1922 гг.) и прокуратуры (1922—1933 гг.) в борьбе с преступностью // Южно-Уральские криминалистические чтения: Межвузовский сборник научных трудов. — 2002 . — Вып. 9.
- Координация информационно-аналитической деятельности правоохранительных органов // Закон и право. — 2002. — № 11. — С. 35—38.
- Органы уголовной юстиции царской России и их взаимодействие в дореформенный период (1722—1864) // История государства и права. — 2003. — № 2. — С. 8—14.
- Взаимодействие органов уголовной юстиции в пореформенный период (1864—1917) // История государства и права. — 2003. — № 1. — С. 2—7.
- Законодательные основы координационной функции прокуратуры:проблемы и перспективы // Законность. — 2003. — № 2. — С. 41—43.
- Приоритетные направления в координации деятельности правоохранительных органов по борьбе с преступностью // Уголовное право. — 2003. — № 2. — С. 111—113.
- Ибн-Фадлан или дастан о курае // Ватандаш. — 2010. — № 11. — С. 122—130. — ISSN 1683-3554.
- Еще раз об образовании Башкирской автономии // Ватандаш. — 2012. — № 3. — С. 82—85. — ISSN 1683-3554. Архивировано из оригинала 4 марта 2016 года.

## Награды и звания
- Премия имени Шагита Худайбердина (1993)
- Заслуженный юрист Республики Башкортостан (2003)
- Орден Салавата Юлаева (2013)[13]
- За укрепление мира и дружбы народов (2017, почётный знак Республики Саха)[14][15]